# Dactylella heptameres
Dactylella heptameres är en svampart som beskrevs av Drechsler 1943. Dactylella heptameres ingår i släktet Dactylella och familjen vaxskålar.   Inga underarter finns listade i Catalogue of Life.